# Ranh giới phân kỳ

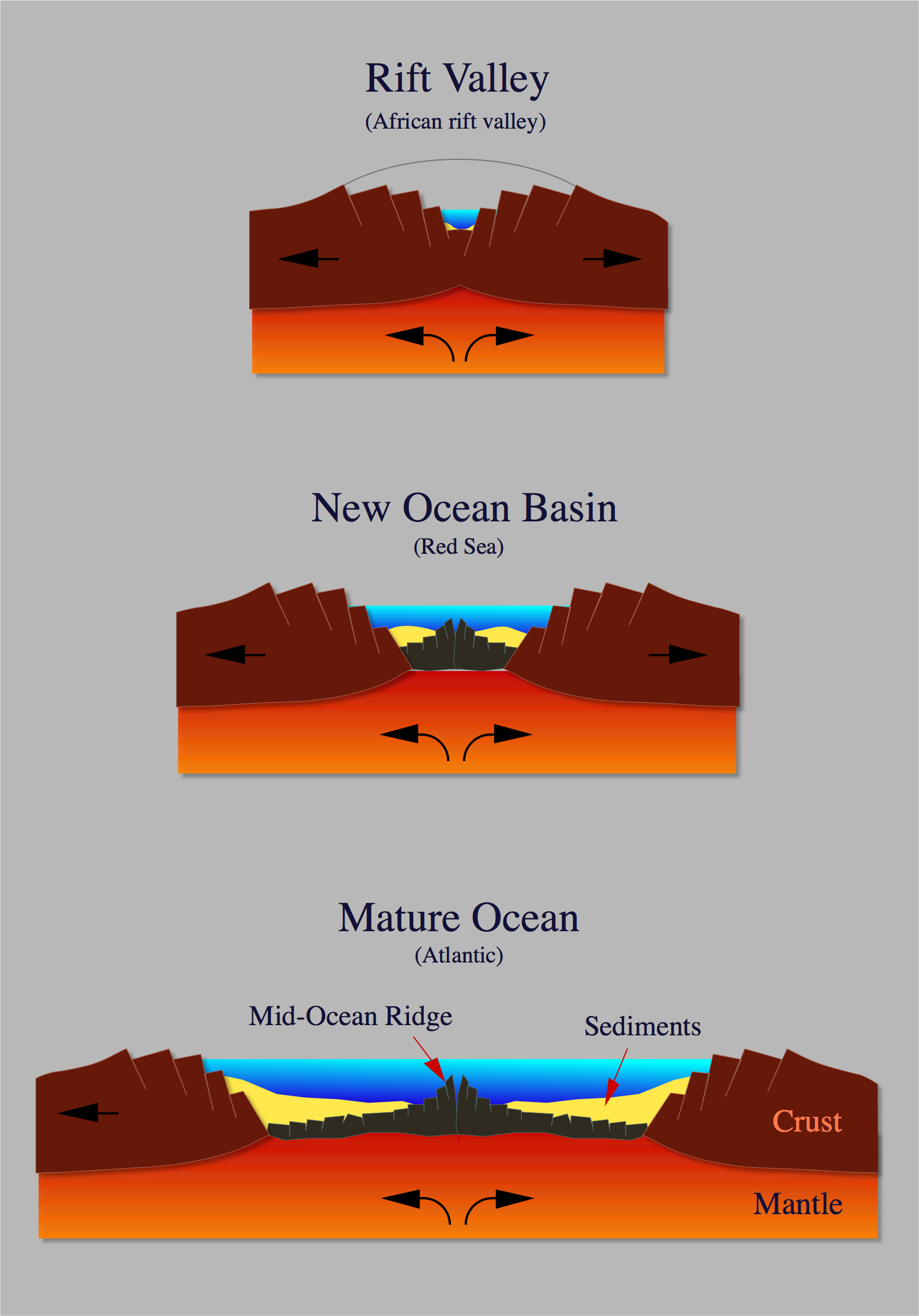
Quá trình tách giãn tạo biển: 1.Thung lũng tách giãn trên vỏ lục địa; 2. Bồn đại dương mới; 3. Bồn đại dương trưởng thành

Trong kiến tạo mảng, ranh giới phân kỳ hay ranh giới mảng phân kỳ (hay còn gọi là ranh giới xây dựng hoặc ranh giới tách giãn) là một yếu tố dạng tuyến nằm giữa hai mảng kiến tạo và hai mảng này chuyển động ngày càng xa nhau. Các khu vực này có thể hình thành ở trên lục địa, nhưng gặp nhiều nhất ở bồn đại dương. Các ranh giới tách giãn trên lục địa đầu tiên là tạo ra vết nứt ở dạng thung lũng tách giãn. Nếu quá trình tạo sự tách rời ngừng lại gọi là sự tách rời không hoàn chỉnh. Dù vậy, hầu hết các ranh giới mảng phân kỳ giữa các mảng đại dương thường được gọi là các sống núi giữa đại dương. Các ranh giới này cũng tạo thành quần đảo núi lửa.
Mặc dù vẫn còn được nghiên cứu, Nó xuất hiện tùy thuộc vào đối lưu phức tạp trong các vật liệu manti của Trái Đất dâng lên từ thạch quyển bên dưới ranh giới mảng phân kỳ. 
Quá trình này cung cấp một lượng nhiệt rất lớn và làm giảm áp suất của đá nóng chảy từ quyển mềm (hoặc manti trên) bên dưới khu vực rift tạo thành lũ bazan hay dòng dung nham. Sự phun trào này chỉ diễn ra trong một phần của ranh giới mảng và vào bất cứ lúc nào, nhưng khi nó phun trào, nó lấp đầy vào khoảng trống giữa hai mảng đồng thời đẩy hai mảng ra xa nhau. Tốc độ di chuyển của nó nhanh bằng tốc độ mọc móng tay của con người (khoảng 2 cm một năm).
Hàng triệu năm qua, các mảng đã di chuyển hàng trăm km về hai phía của ranh giới phân kỳ. Do đó, các đá ở gần ranh giói này trẻ hơn các đá nằm xa hơn trên cùng một mảng.

## Ví dụ
- Sống núi giữa đại dương
- Rift Biển Đỏ
- Đới tách giãn Đông Phi
- Rift Tây Antarctic
- Đới nâng đông Thái Bình Dương
- Sống núi Thái Bình Dương - Nam Cực
- Đới nâng Galapagos
- Sống núi Gakkel
- Sống núi Explorer

## Các kiểu ranh giới mảng khác
- Ranh giới hội tụ
- Ranh giới chuyển dạng